# Западный (Новокубанский район)
Западный — посёлок в Новокубанском районе Краснодарского края.
Входит в состав Верхнекубанского сельского поселения.

## География

### Улицы
- ул. Центральная.

## Население
| 2002 | 2010 |
| ---- | ---- |
| 234  | ↘209 |